# 永州 (西夏)
永州，西夏设置的州。治所在今宁夏回族自治区永宁县附近。
宋真宗咸平四年（1001年）九月，李继迁攻打定州（在今宁夏回族自治区平罗县姚伏镇）及怀远镇（在今宁夏回族自治区银川市兴庆区掌政镇南），镇将李赞自焚而死；李继迁连取保静、永州；攻破清远军。西夏沿置永州。蒙古帝国废除永州，并入宁夏府路。